# Englische Cricket-Nationalmannschaft in Indien in der Saison 2008/09
Die Tour der englischen Cricket-Nationalmannschaft nach Indien in der Saison 2008/09 fand vom 9. November bis zum 23. Dezember 2008 statt. Die internationale Cricket-Tour war Teil der internationalen Cricket-Saison 2008/09 und umfasste zwei Test Matches und fünf ODIs. Die Anschläge am 26. November 2008 in Mumbai sorgten für die Absage von zwei weiteren ODIs und der Verlegung der Tests. Indien gewann die Testserie 1-0 und die ODI-Serie 5-0.

## Vorgeschichte

### Einordnung
Indien spielte zuvor eine Tour gegen Australien, für England war es die erste Tour der Saison. Das letzte Aufeinandertreffen der beiden Mannschaften bei einer Tour fand in der Saison 2007 in England statt.

### Ansetzung
Ursprünglich waren sieben ODIs geplant. Das vierte ODI war zunächst in Jamshedpur geplant, aber als es Zweifel am Zustand des dortigen Keenan Stadium gab, gab der zuständige Verband seine Austragungsrechte zurück. Stattdessen wurde Bangalore für die Austragung vorgesehen. Der zweite Test war ursprünglich in Mumbai geplant, wurde allerdings auf Grund der dortigen Anschläge am 26. November nach Chennai verlegt. Gleichzeitig wurde die Anzahl der ODIs auf fünf reduziert. Das englische Team reiste daraufhin zwischenzeitlich nach England zurück. Während dieser Zeit wurde auch der erste Test von Ahmedabad, das Nahe Mumbai gelegen ist, nach Mohali verlegt.

## Stadien
Für die Tour wurden folgende Stadien als Austragungsorte vorgesehen und vom 14. Juli 2008 bekanntgegeben.
| Stadion                                | Stadt     | Kapazität | Spiele  |
| -------------------------------------- | --------- | --------- | ------- |
| M. Chinnaswamy Stadium                 | Bangalore | 42.000    | 4. ODI  |
| M. A. Chidambaram Stadium              | Chennai   | 46.000    | 1. Test |
| Barabati Stadium                       | Cuttack   | 45.000    | 5. ODI  |
| Holkar Stadium                         | Indore    | 30.000    | 2. ODI  |
| Green Park Stadium                     | Kanpur    | 33.000    | 3. ODI  |
| Punjab Cricket Association Stadium     | Mohali    | 35.000    | 2. Test |
| Saurashtra Cricket Association Stadium | Rajkot    | 28.000    | 1. ODI  |

## Kaderlisten
England benannte seinen ODI-Kader am 9. September und seinen Test-Kader am 29. September.
Indien benannte seinen ODI-Kader am 5. November und seinen Test-Kader am 4. Dezember.
| Test | Test | ODI | ODI |
| Indien | England | Indien | England |
| --- | --- | --- | --- |
| - MS Dhoni (K & wk) - S Badrinath - Rahul Dravid - Gautam Gambhir - Harbhajan Singh - Zaheer Khan - VVS Laxman - Amit Mishra - Pragyan Ojha - Munaf Patel - Virender Sehwag - Ishant Sharma - Sachin Tendulkar - Murali Vijay - Yuvraj Singh | - Kevin Pietersen (K) - Tim Ambrose (wk) - James Anderson - Ian Bell - Stuart Broad - Paul Collingwood - Alastair Cook - Andrew Flintoff - Steve Harmison - Amjad Khan - Monty Panesar - Matt Prior (wk) - Owais Shah - Andrew Strauss - Graeme Swann | - MS Dhoni (K & wk) - Virender Sehwag (vK) - Gautam Gambhir - Harbhajan Singh - Zaheer Khan - Virat Kohli - Pragyan Ojha - Munaf Patel - Irfan Pathan - Yusuf Pathan - Suresh Raina - Ishant Sharma - Rohit Sharma - RP Singh - Sachin Tendulkar - Murali Vijay - Yuvraj Singh | - Kevin Pietersen (K) - Tim Ambrose (wk) - James Anderson - Ian Bell - Ravi Bopara - Stuart Broad - Paul Collingwood - Alastair Cook - Andrew Flintoff - Steve Harmison - Amjad Khan - Sajid Mahmood - Samit Patel - Matt Prior (wk) - Owais Shah - Ryan Sidebottom - Graeme Swann - Luke Wright |

## Tour Matches
| 9. November Scorecard | Mumbai | England XI 297-4 (50)           | – | Mumbai 175-8 (50) |
|                       |        | England XI gewinnt mit 122 Runs |   |                   |

| 11. November Scorecard | Mumbai | Mumbai Cricket Association XI 222-7 (50) | – | England XI 98 (25) |
|                        |        | MCA XI gewinnt mit 124 Runs              |   |                    |

## One-Day Internationals

### Erstes ODI in Rajkot
| 14. November Scorecard | Rajkot | Indien 387-5 (50)           | – | England 229 (37.4) |
|                        |        | Indien gewinnt mit 158 Runs |   |                    |

### Zweites ODI in Indore
| 17. November Scorecard | Indore | Indien 292-9 (50)          | – | England 238 (47) |
|                        |        | Indien gewinnt mit 54 Runs |   |                  |

### Drittes ODI in Kanpur
| 20. November Scorecard | Kanpur | England 240 (48.4)                      | – | Indien 198-5 (40) |
|                        |        | Indien gewinnt mit 16 Runs (D/L method) |   |                   |

### Viertes ODI in Bangalore
| 23. November Scorecard | Bangalore | Indien 166-4 (22/22)                    | – | England 178-8 (22/22) |
|                        |           | Indien gewinnt mit 19 Runs (D/L method) |   |                       |

### Fünftes ODI in Cuttack
| 26. November Scorecard | Cuttack | England 270-4 (50)           | – | Indien 273-4 (43.4) |
|                        |         | Indien gewinnt mit 6 Wickets |   |                     |

## Test Matches

### Erster Test in Chennai
| 11. – 15. Dezember Scorecard | Chennai | England 316 (128.4) & 311-9d (105.5) | – | Indien 241 (69.4) & 387-4 (98.3) |
|                              |         | Indien gewinnt mit 6 Wickets         |   |                                  |

### Zweiter Test in Mohali
| 19. – 23. Dezember Scorecard | Mohali | Indien 453 (158.2) | – | England 302 (83.5) |
|                              |        | Remis              |   |                    |

## Statistiken
Die folgenden Cricketstatistiken wurden bei dieser Tour erzielt.
| Tests            | Tests      | Tests   | Tests   | Tests   | Tests   | Tests   | Tests   | Tests   |
| Batting          | Batting    | Batting | Batting | Batting | Batting | Batting | Batting | Batting |
| Spieler          | Mannschaft | Spiele  | Innings | Runs    | Average | HS      | 100s    | 50s     |
| ---------------- | ---------- | ------- | ------- | ------- | ------- | ------- | ------- | ------- |
| Gautam Gambhir   | Indien     | 2       | 4       | 361     | 90,25   | 179     | 1       | 2       |
| Andrew Strauss   | England    | 2       | 4       | 252     | 84,00   | 123     | 2       | 0       |
| Yuvraj Singh     | Indien     | 2       | 4       | 212     | 70,66   | 86      | 0       | 2       |
| Sachin Tendulkar | Indien     | 2       | 4       | 156     | 52,00   | 103*    | 1       | 0       |
| Kevin Pietersen  | England    | 2       | 3       | 149     | 49,66   | 144     | 1       | 0       |
| Bowling          |            |         |         |         |         |         |         |         |
| Spieler          | Mannschaft | Spiele  | Overs   | Wickets | Average | BBI     | 5W      | 10W     |
| Zaheer Khan      | Indien     | 2       | 72      | 8       | 21,00   | 3/40    | 0       | 0       |
| Harbhajan Singh  | Indien     | 2       | 99.5    | 8       | 35,00   | 4/68    | 0       | 0       |
| Graeme Swann     | England    | 2       | 100.3   | 8       | 39,50   | 3/122   | 0       | 0       |
| Andrew Flintoff  | England    | 2       | 84      | 7       | 29,42   | 3/49    | 0       | 0       |
| Ishant Sharma    | Indien     | 2       | 59.3    | 6       | 25,16   | 3/57    | 0       | 0       |
| Amit Mishra      | Indien     | 2       | 83      | 6       | 42,66   | 3/99    | 0       | 0       |
| Monty Panesar    | England    | 2       | 79      | 6       | 50,50   | 3/65    | 0       | 0       |

| ODIs            | ODIs       | ODIs    | ODIs    | ODIs    | ODIs    | ODIs    | ODIs    | ODIs    |
| Batting         | Batting    | Batting | Batting | Batting | Batting | Batting | Batting | Batting |
| Spieler         | Mannschaft | Spiele  | Innings | Runs    | Average | HS      | 100s    | 50s     |
| --------------- | ---------- | ------- | ------- | ------- | ------- | ------- | ------- | ------- |
| Yuvraj Singh    | Indien     | 5       | 5       | 325     | 108,33  | 138*    | 2       | 0       |
| Virender Sehwag | Indien     | 5       | 5       | 314     | 62,80   | 91      | 0       | 4       |
| Owais Shah      | England    | 5       | 5       | 236     | 59,00   | 72      | 0       | 3       |
| Kevin Pietersen | England    | 5       | 5       | 225     | 56,25   | 111*    | 1       | 1       |
| Gautam Gambhir  | Indien     | 4       | 4       | 175     | 43,75   | 70      | 0       | 2       |
| Bowling         |            |         |         |         |         |         |         |         |
| Spieler         | Mannschaft | Spiele  | Overs   | Wickets | Average | BBI     | 5W      | 10W     |
| Zaheer Khan     | Indien     | 5       | 40      | 8       | 23,50   | 3/26    | 0       | 0       |
| Harbhajan Singh | Indien     | 5       | 42      | 7       | 30,28   | 3/31    | 0       | 0       |
| Stuart Broad    | England    | 5       | 43.4    | 7       | 38,28   | 4/55    | 0       | 0       |
| Munaf Patel     | Indien     | 4       | 23.4    | 5       | 21,80   | 2/22    | 0       | 0       |
| Yuvraj Singh    | Indien     | 5       | 33      | 5       | 30,20   | 4/28    | 0       | 0       |
| Ishant Sharma   | Indien     | 3       | 24      | 5       | 31,00   | 2/41    | 0       | 0       |

## Player of the Series
Als Player of the Series wurden die folgenden Spieler ausgezeichnet.
| Serie | Player of the Series |
| ----- | -------------------- |
| Test  | Zaheer Khan          |
| ODI   | Yuvraj Singh         |

### Player of the Match
Als Player of the Match wurden die folgenden Spieler ausgezeichnet.
| Spiel   | Player of the Match |
| ------- | ------------------- |
| 1. Test | Virender Sehwag     |
| 2. Test | Gautam Gambhir      |
| 1. ODI  | Yuvraj Singh        |
| 2. ODI  | Yuvraj Singh        |
| 3. ODI  | Harbhajan Singh     |
| 4. ODI  | Virender Sehwag     |
| 5. ODI  | Virender Sehwag     |